# Суспільне Одеса
«Суспільне Одеса» (Фі́лія АТ «НСТУ» «Оде́ська регіона́льна дире́кція») — українська регіональна суспільна телерадіокомпанія, філія Національної суспільної телерадіокомпанії України, до якої входять однойменний телеканал, радіоканал «Українське радіо Одеса» та діджитал-платформи, які мовлять на території Одеської області.

## Історія
18 жовтня 1956 року при Одеському обласному комітеті радіоінформації була створена Одеська обласна студія телебачення. Директором студії був призначений Ігор Кривохатський.
Компанію засновано 5 листопада 1958 року Державним комітетом УРСР з телебачення та радіомовлення. До 2016 року називалась Одеською обласною державною телерадіокомпанією.
26 липня 2016 року Одеська ОДТРК припинила реєстрацію як юридична особа, внаслідок чого її реформовано у філію Національної телекомпанії України (НТКУ). 19 січня 2017 року на базі НТКУ створено Національну суспільну телерадіокомпанію України — український суспільний мовник.
23 серпня 2018 року філія отримала новий логотип і назву «UA: Одеса».
12 лютого 2019 року телеканал філії перейшов до мовлення у широкоекранному форматі 16:9.
23 травня 2022 року в зв'язку з оновленням дизайн-системи брендів НСТУ компанія змінила назву на «Суспільне Одеса».
З 20 листопада по 18 грудня 2022 року телеканал філії транслював Чемпіонат світу з футболу 2022.

## Телебачення
«Суспільне Одеса» — український регіональний суспільний телеканал, який мовить на території Одеської області.

### Наповнення етеру
Етерне наповнення мовника — інформаційні, соціально-публіцистичні та культурно-мистецькі програми виробництва творчих об'єднань НСТУ та «Суспільне Одеса».

#### Програми
- «Суспільне. Студія»
- «Суспільне Новини»
- «Суспільне Спорт»
- «Тиждень. Одеса»

#### Архівні програми
- «Суспільне. Спротив»
- «Ранок на Суспільному»
- «Суспільне Новини. Одеса»
- «Сьогодні. Головне»
- «Ана тарафи»
- «Голос болгар»
- «Каса марє»
- «Відтінки України»
- «Антропологія»
- «Гендерні окуляри»
- «Візуальний код»
- «Зрозумій свого сусіда»

### Мовлення
Передача цифрового мовлення телеканалу відбувається в мультиплексі MX-5 (DVB-T2) у форматі 1080i 16:9. Трансляція мовника також доступна на сайті «Суспільне Одеса» в розділі «Онлайн».

#### Цифрове мовлення
- Одеса — 23 ТВК
- Кам'янське — 27 ТВК
- Петровірівка — 33 ТВК
- Байрамча — 37 ТВК
- Сарата — 37 ТВК
- Ковбасова Поляна — 37 ТВК
- Ізмаїл — 39 ТВК
- Вестерничани — 40 ТВК
- Березівка — 57 ТВК

## Радіо
У Одеській області НСТУ мовить на радіоканалі «Українське радіо Одеса».

### Наповнення етеру

#### Програми
- «Радіодень»
- «Ана тарафи»
- «Голос болгар»
- «Каса марє»
- «Радійний моціон»
- «Віртуальний музей Одеського радіо»
- «Тема з варіаціями»
- «Радіомандрівки»
- «Вечірня студія»
- «Лайфхаки незрячої мами»
- «Ключ розуміння»
- «РадіоДжем»

### Мовлення
- Бессарабське — 99,2 МГц
- Болград — 105,7 МГц
- Велика Михайлівка — 104,5 МГц
- Вестерничани — 103,6 МГц
- Ізмаїл — 1,404 СХ
- Кам'янське — 103,3 МГц
- Кодима — 102,6 МГц
- Миколаївка — 106,3 МГц
- Одеса — 91,4 МГц
- Буялик — 1,278 СХ
- Петровірівка — 100,2 МГц
- Рені — 105,9 МГц
- Сарата — 107,8 МГц

## Діджитал
У діджиталі телерадіокомпанія «Суспільне Одеса» представлена вебсайтом та сторінками у Facebook, Instagram, YouTube та Telegram. Крім того, на сайті «Суспільне Новини» є розділ про новини Одещини.

## Логотипи
Телерадіокомпанія змінила 2 логотип. Нинішній — 3-й за рахунком.
| Логотип | Опис |
| ------- | --- |
|         | До 30 вересня 2018 року логотипом було об'ємне вітрило, яке розміщувалося на круглій підкладці. Логотип синього кольору. Знаходиться в лівому верхньому куті екрана. |
|         | З 1 жовтня 2018 до 22 травня 2022 року логотипом був білий напис великими літерами: «UA: ОДЕСА». Знаходився у правому верхньому куті.                                |
|         | З 23 травня 2022 року дотепер логотипом є півкруг, біля якого напис «СУСПІЛЬНЕ ОДЕСА». Логотип білого кольору. Знаходиться в лівому верхньому куті.                  |

### Хронологія назв
| Дата      | Назва             |
| --------- | ----------------- |
| до 2018   | «ОДТ»             |
| 2018—2022 | «UA: Одеса»       |
| з 2022    | «Суспільне Одеса» |